# 成瀬遙城
成瀬 遙城（なるせ はるき、1998年12月24日 ）は、日本の歌手・俳優。千葉県出身。

## 略歴
2012年、avex Rookie Boysとして活動。2013年、avex Rookie BoysからaLovaL Boys EASTへグループ名を変え、東京を中心に活動。
2016年、α-X'sのメンバーとして活動。2018年7月3日、Jump up Joyのメンバーとして活動。2019年9月から2021年10月5日までØARCHのメンバーとして活動。2022年1月4日よりダンス&ボーカルユニットFLSへ加入。
2025年5月23日をもってFLSを卒業し、6月1日より個人での活動を開始する。

## 人物
- 特技はダンス、極真空手、瞑想。
- 趣味は散歩、楽曲制作、映画鑑賞。
- 好きな食べ物はシャインマスカット。苦手な食べ物は辛いもの。
- 愛猫であるルイ(オス、メインクーン)と共に暮らしている。[2]
- 口癖は「〜ですな。」[3][4]。
- 妹の影響で小学4年生でダンスを習い始め、小学5年生の時にダンスの発表会でスカウトされたことがきっかけで芸能界へ足を踏み入れる[5]。
- α-X'sに所属していた期間は学びが多く、自身にとっての青春であったと語る。
- 休日は曲作りをすることが多く、自宅にはピアノやマイクなど録音機材が揃っている。以前所属していたFLSのライブでは編曲・音楽構成を担当することがあり、彼の制作した楽曲も使用されていた。
- HARKEYの名義でライブ活動も行っており、自身で作詞・作曲・歌唱をこなす。制作した楽曲はSoundCloudにて公開中。
- アーティスト活動に専念するため俳優業から離れていた期間があったが「ミュージカル・テニスの王子様4thシーズン 青学vs六角」にて、シリーズ初登場となる季楽靖幸役に抜擢され[6]、約5年ぶりの俳優業復帰となった。

## 出演

### テレビ

#### バラエティ
- ピラメキーノ 子役恋物語シーズン10（2009年11月 - 、テレビ東京）

#### ドラマ
- STAND UP!ヴァンガード（2012年5月3日、テレビ東京） - 南原テル 役

#### 番組
- 全力坂（2024年10月3日、10日、テレビ朝日系）[7]

### 映画
- 白ゆき姫殺人事件（2014年3月29日公開） - 江藤慎吾（幼少期） 役

### モデル
- 「nicola」（新潮社）専属モデル（ - 2016年）

### 舞台
- 東京俳優市場2011冬（2011年12月7日 - 11日、笹塚ファクトリー）第2話『リサイクルショップ・サンタ』- Aキャスト
- 劇団TEAM-ODAC
  - 第23回本公演「僕らのピンク スパイダー」（2017年3月9日 - 20日、紀伊國屋ホール） - 向田敬人 役[8][9]
  - 第24回本公演「BLACK10・改」（2017年7月12日 - 17日、草月ホール） - 園川十児 役[8][10]
  - 第29回本公演「HOME〜いつか帰るよ、僕だけのHOME〜」（2018年5月9日 - 14日、紀伊國屋ホール） - トシ 役[8][11]
  - 第30回本公演「猫と犬と約束の燈2018-夏」（2018年7月7日 - 16日、全労済ホール/スペース・ゼロ） - 猫太 役[8][12]
- 劇団コラソン
  - 第45回公演「あさひの挑戦状2」（2017年4月10日、新宿SAMURAI）[13][14]
  - 第46回公演「複雑な関係」（2017年4月17日 - 5月22日、新宿SAMURAI）[13][15]
  - 第47回公演「あさひの挑戦状3」（2017年5月29日、新宿SAMURAI）[13][16]
- ミュージカル・リズムステージ「夢色キャスト」（2018年2月7日 - 11日、AiiA 2.5 Theater Tokyo） - 城ヶ崎昴 役
- Music Theater「Express」（2018年7月5日・6日、めぐろパーシモンホール大ホール、脚本・演出：吉田武寛(LIPS*S, ILLUMINUS)）[17]
- ミュージカル・テニスの王子様4thシーズン - 季楽靖幸 役 
  - 青学vs六角[18] （2023年7月15日 - 23日、TACHIKAWA STAGE GARDEN / 7月28日 - 8月6日、COOL JAPAN PARK OSAKA WWホール / 8月18日 - 20日、名古屋文理大学文化フォーラム（稲沢市民会館） 大ホール / 8月26日 - 9月3日、日本青年館ホール）
  - テニミュ秋の合同大運動会2023（2023年11月14日 - 15日、有明アリーナ）[19]
  - Dream Live 2024〜Memorial Match〜（2024年5月25日 - 26日、神戸ワールド記念ホール・5月31日 - 6月2日、有明アリーナ）[20]
- ミュージカル「黒執事」〜寄宿学校の秘密 2024〜（2024年9月7日・8日、兵庫県立芸術文化センター KOBELCO 大ホール / 9月21日 - 29日、TOKYO DOME CITY HALL） - モーリス・コール 役[21][22]
- 舞台『青のミブロ』（2025年4月11日 - 27日、EX THEATER ROPPONGI / 4月25日 - 27日、京都劇場） - 菊千代 役[23][24]
- 舞台『草野球リバーサル〜人生逆転草野球〜』（2025年8月28日 - 31日、武蔵野芸能劇場）
- 舞台『虚の王:‖』（2025年12月11日 - 18日、IMAホール）[25]

### ライブ・コンサート
- 「AAA 10th Anniversary SPECIAL野外LIVE in 富士急ハイランド」フラッグバックダンサー（2016年）
- 「GirlsAward 2017 S/S」オープニングアクト
- 「a-nation 2017」オープニングアクト

### イベント
- HARKEY FANMEETING TOUR2024「25」（2024年3月3日、BLUE MOOD）[26]
- HARKEY FANMEETING TOUR2024「25」in NAGOYA（2024年6月14日、LIVE HOUSE CIRCUS）[27]
- HARKEY FANMEETING TOUR2024「25」in OSAKA（2024年7月12日、 FANJ twice）[28]
- HARKEY FANMEETING TOUR2024「25」（2024年10月31日、 渋谷LOFT HEAVEN）[29]
- HARKEY FANMEETING TOUR2024「25」（2024年12月8日、野方区民ホール）[30]
- 「ミュージカル・テニスの王子様4thシーズン 青学vs六角」Blu-ray/DVD発売記念イベント（2024年4月6日）[31][32]

### 雑誌
- 『ジャンプSQ.』（集英社）2023年9月号 インタビュー掲載
- 『BOYS FILE Vol.17 LIFE』2024年8月30日発売[33]

### コラボレーション
- アパレルブランド『LIVERTINE AGE』HARUKIコラボネックレス/プルオーバーパーカー/長袖Tシャツ[34]

## ディスコグラフィー

### デジタルシングル
| 配信日        | 作品名 | 販売形態                                     | 備考              |
| ------------- | ------ | -------------------------------------------- | ----------------- |
| 2021年3月14日 | ESPOIR | サブスクリプション音楽ストリーミングサービス | 成瀬遙城（ØARCH） |